# Międzypole (wojskowość)

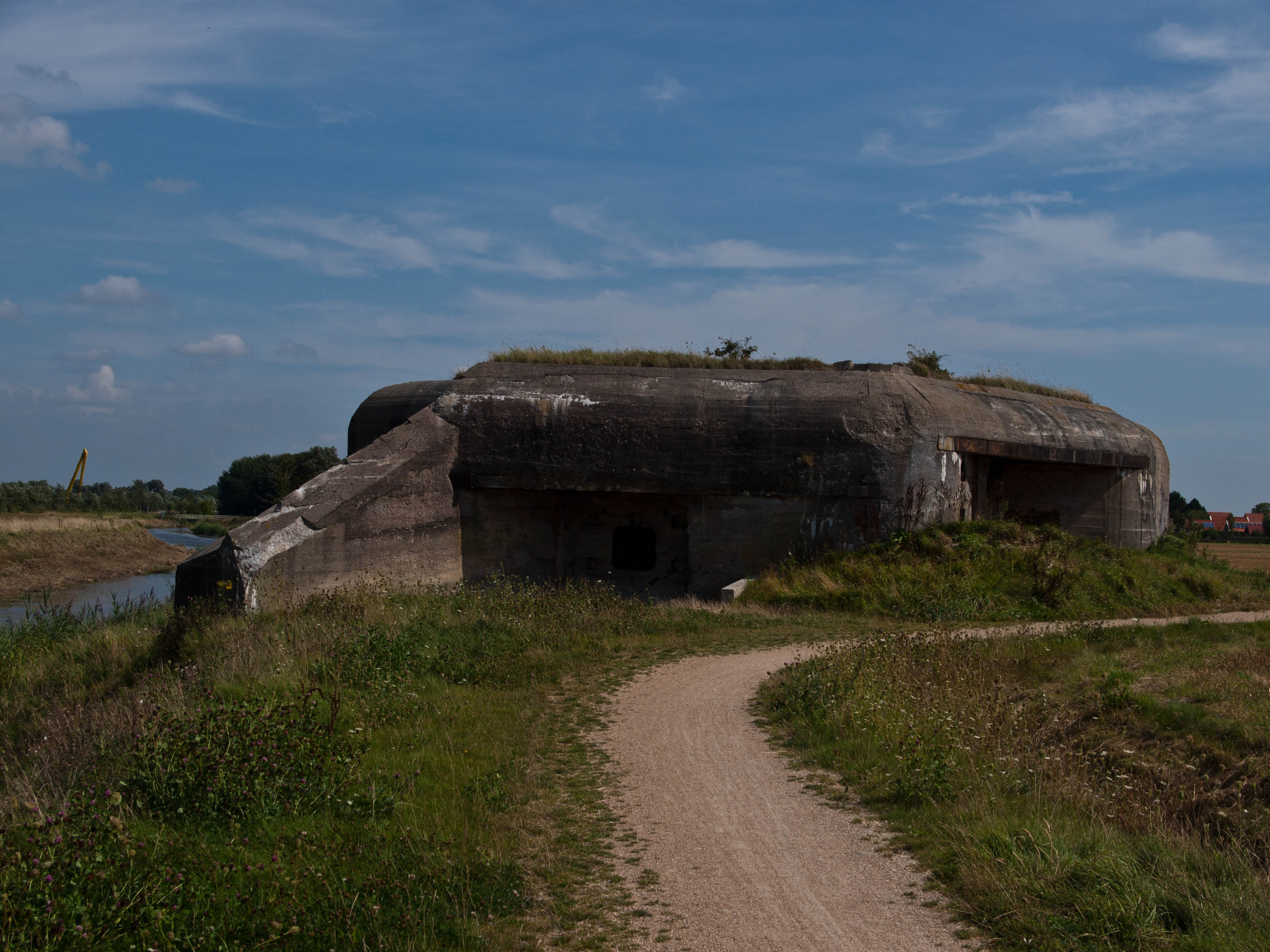
Międzypole obok XX-wiecznego schronu

Międzypole, interwał – pas terenu rozdzielający dwa ośrodki obrony (punkty oporu, węzły obrony, forty), nie obsadzony lub słabo obsadzony przez obrońców. W celu zapewnienia ciągłości obrony teren ten jest zabezpieczany przez fortyfikacje polowe: rowy strzeleckie, zapory drutowe, pola minowe, oraz ostrzeliwany przez sąsiednie dzieła obronne.